# Graphe diamant
Le graphe diamant est, en théorie des graphes, un graphe possédant 4 sommets et 5 arêtes. Il peut être construit à partir du graphe complet à quatre sommets, K4 en lui retirant une arête quelconque. Il est hamiltonien, une autre façon de le construire étant de partir du graphe cycle C4 et de lui ajouter une arête quelconque.
Le nom de graphe diamant est employé au sein de la classification de l'ISGCI (Information System on Graph Classes and their Inclusions). Le même terme découlant de la ressemblance du graphe avec la représentation schématisée d'un diamant est également employé lors de l'étude des graphes sans-diamant.

## Sous-graphe induit et mineur interdit

### Graphes sans diamant
Un graphe est dit sans diamant s'il n'admet pas le graphe diamant comme sous-graphe induit. Un graphe sans triangle est nécessairement un graphe sans diamant, puisque le graphe diamant contient un triangle.
La conjecture de Hougardy est prouvée pour les graphes sans diamant.

### Le diamant comme mineur interdit
La famille des graphes dont chaque composante connexe est un graphe cactus peut être caractérisée par l'interdiction d'un mineur unique : le graphe diamant.
Si le graphe diamant et le graphe papillon sont tous les deux des mineurs interdits, la famille de graphe obtenue est la famille des pseudo-forêts.

## Propriétés

### Propriétés générales
Le diamètre du graphe diamant, l'excentricité maximale de ses sommets, est 2, son rayon, l'excentricité minimale de ses sommets, est 1 et sa maille, la longueur de son plus court cycle, est 3. Il s'agit d'un graphe 2-sommet-connexe et d'un graphe 2-arête-connexe, c'est-à-dire qu'il est connexe et que pour le rendre déconnecté il faut le priver au minimum de 2 sommets ou de 2 arêtes.
Il est possible de tracer le graphe diamant sur un plan sans qu'aucune de ses arêtes se croisent. Le graphe diamant est donc planaire. C'est également un graphe distance-unité : il peut s'obtenir à partir d'une collection de points du plan euclidien en reliant par une arête toutes les paires de points étant à une distance de 1. Cela peut se vérifier en dessinant sur le plan deux triangles équilatéraux ayant un côté en commun.

### Coloration
Le nombre chromatique du graphe diamant est 3. C'est-à-dire qu'il est possible de le colorer avec 3 couleurs de telle façon que deux sommets reliés par une arête soient toujours de couleurs différentes. Ce nombre est minimal.
L'indice chromatique du graphe diamant est 3. Il existe donc une 3-coloration des arêtes du graphe telle que deux arêtes incidentes à un même sommet soient toujours de couleurs différentes. Ce nombre est minimal.
Il est possible de compter les colorations distinctes d'un graphe. Cela donne une fonction dépendant du nombre de couleurs autorisé. Cette fonction est polynomiale et est qualifiée de polynôme chromatique du graphe. Ce polynôme a pour racines tous les entiers positifs ou nuls strictement inférieurs à 3 et est de degrés 4. Il est égal à : {\displaystyle (x-2)^{2}(x-1)x}. Il n'existe pas d'autre graphe ayant le même polynôme chromatique, le graphe diamant est donc qualifié de graphe chromatiquement unique.

### Propriétés algébriques
Le groupe d'automorphismes du graphe diamant est un groupe abélien d'ordre 4 isomorphe à Z/2Z×Z/2Z, le groupe de Klein.
Le polynôme caractéristique  de la matrice d'adjacence du graphe diamant est : {\displaystyle x(x+1)(x^{2}-x-4)}. Le graphe diamant est déterminé de façon unique par son spectre de graphe, l'ensemble des valeurs propres de sa matrice d'adjacence.